# Renoir (film, 2025)
Pour les articles homonymes, voir Renoir.
Pour plus de détails, voir Fiche technique et Distribution.
Renoir (ルノワール) est le deuxième long métrage, écrit et réalisé par la réalisatrice japonaise Chie Hayakawa, tourné à Tokyo entre juillet et septembre 2024, produit en 2025. 
Il est en compétition de la sélection officielle du Festival de Cannes 2025.

## Synopsis
Au cœur de l'été 1987 à Tokyo, une fillette excentrique et sensible de 11 ans, Fuki (Yui Suzuki), entre en contact avec le monde des adultes à travers ses journées avec son père, lequel se bat contre un cancer en phase terminale, et sa mère stressée, laquelle se prépare à la mort de son mari, alors qu'elle est surchargée de travail. Chacun d’eux recherche désespérément des interactions humaines. Une histoire d'apprentissage émotionnelle et poignante sur la résilience et le pouvoir guérisseur de l'imagination,.

## Fiche technique
- Titre français : Renoir
- Titre original : ルノワール
- Réalisation : Chie Hayakawa
- Scénario : Chie Hayakawa
- Photographie : Hideo Urata
- Musique : Rémi Boubal
- Producteurs : Fran Borgia, Christophe Bruncher, Jason Gray, Eiko Mizuno Gray, Olivier Père
- Sociétés de production : Loaded Films, Arte France Cinéma, Ici et Là Productions, Akanga Film Asia, Nathan Studios, KawanKawan Media, Daluyong Studios
- Société de distribution : Eurozoom (France)
- Pays de production :  Japon -  France
- Dates de sortie:
  - France : 17 mai 2025 (Festival de Cannes 2025) ; 10 septembre 2025 (sortie nationale)[3]
  - Japon : 20 juin 2025

## Distribution
- Yui Suzuki : Fuki Okita
- Lily Franky : Keiji Okita, le père de Fuki
- Hikari Ishida : Utako Okita, la mère de Fuki
- Ayumu Nakajima : Toru Omaezaki, ami de la mère
- Yumi Kawai : Kuriko Kita, voisine
- Bando Ryota : Kaoru Hamano, un étudiant
- Charlie St. Cyr : Yacht Party Guest

## Autour du film
Après 3 ans d'absence, Renoir est le deuxième film de la réalisatrice sélectionné au Festival de Cannes. Son premier film, Plan 75, est sélectionné dans la section « Un Certain Regard ». Celui-ci est sélectionné en Compétition de la sélection officielle de la 78e édition du Festival de Cannes 2025, où il fait son avant-première mondiale, et concourt pour la Palme d'Or.

## Distinctions

### Sélections
- Festival de Cannes 2025 : sélection officielle, en compétition